# Peša
Peša (rusky Пеша) je řeka v Něneckém autonomním okruhu v Archangelské oblasti v Rusku. Je dlouhá 257 km. Plocha povodí měří 5 060 km2.

## Průběh toku
Protéká v členitém korytě bažinatou tundrou. Ústí do Čošského zálivu Barentsova moře.

## Vodní režim
Zdrojem vody jsou sněhové a dešťové srážky. Průměrný roční průtok vody činí přibližně 50 m3/s. Zamrzá v listopadu a rozmrzá v polovině května.